# Wilton-Fijenoord
De NV Dok en Werf Maatschappij Wilton-Fijenoord (WF) was tussen 1929 en 1999 een scheepswerf in Schiedam, gespecialiseerd in scheepsreparatie en scheepsnieuwbouw. Van 1971 tot 1983 was het onderdeel van het RSV-concern. De scheepsnieuwbouw werd in 1988 gesloten. De reparatieafdeling van het bedrijf is als Damen Shiprepair Rotterdam BV nu onderdeel van Damen Shipyards Group.

## Zelfstandig bedrijf
Wilton-Fijenoord werd opgericht op 1 januari 1929. Het was een fusie tussen de NV Maatschappij voor Scheeps- en Werktuigbouw Fijenoord, gevestigd te Rotterdam en de NV Wilton's Dok- en Werf Maatschappij met vestigingen te Rotterdam en Schiedam. Vanaf 1935 waren alle activiteiten geconcentreerd op het werfterrein in Schiedam, ten oosten van de huidige Beneluxtunnel.
In 1938 kocht Wilton-Fijenoord, samen met overbuurman Rotterdamsche Droogdok Maatschappij NV, alle aandelen in branchegenoot NV Machinefabriek en Scheepswerf van P. Smit Jr. van de Rotterdamse zakenman D.G. van Beuningen. Dit bedrijf bleef onder eigen naam voortbestaan.
Tijdens de Tweede Wereldoorlog bouwde Wilton-Fijenoord diverse onderzeeboten voor de Duitse Kriegsmarine. In die tijd breidde de werf het personeelsbestand uit van 4.000 tot 6.500 man, terwijl andere werven in Rotterdam en Schiedam hun activiteiten inkrompen. Na de oorlog werd de Wilton-directie gevangengezet vanwege hun vergaande collaboratie.

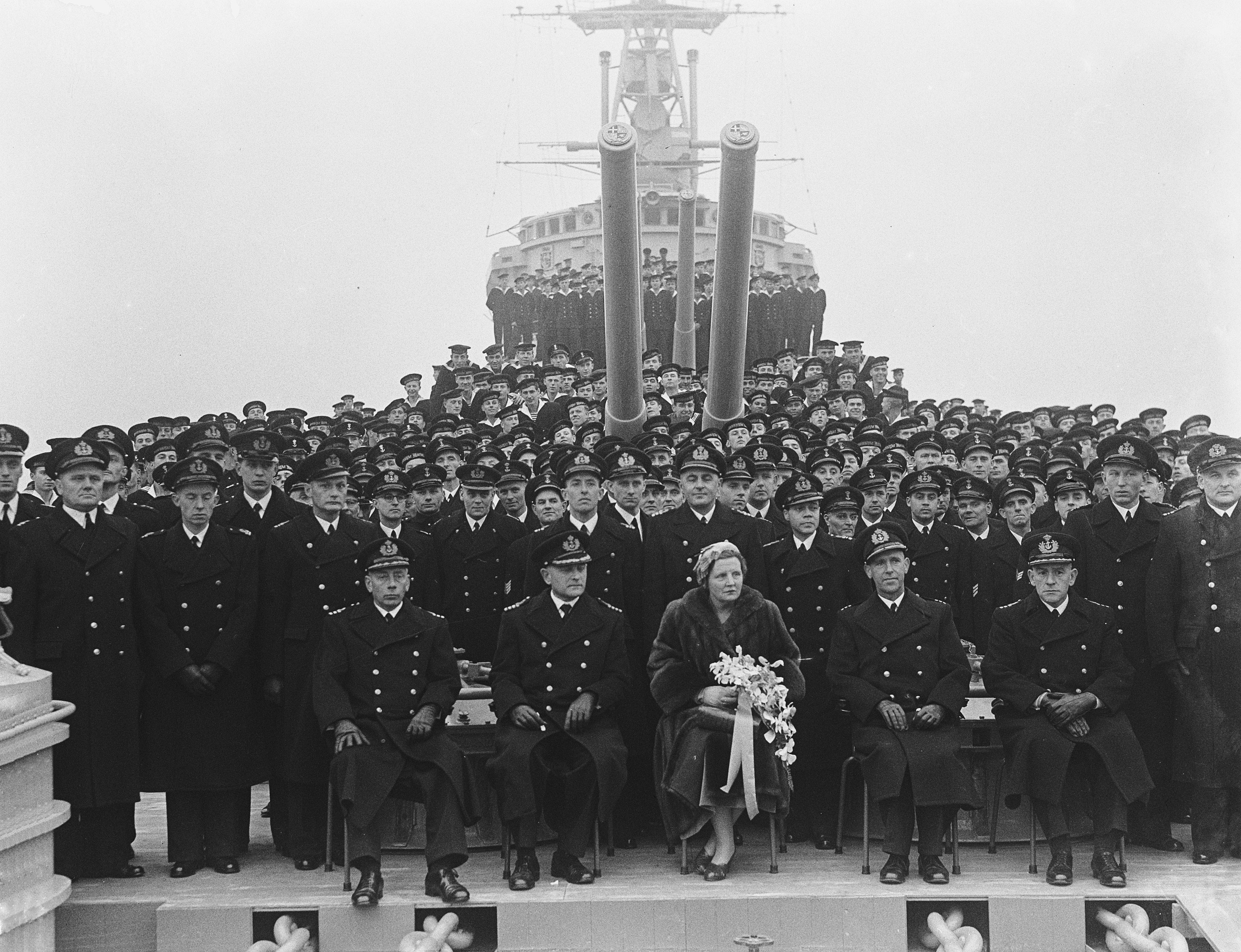
Hare Majesteit Koningin Juliana der Nederlanden naast Kapitein W.J. Kruys tijdens de indienststelling van de Zeven Provinciënklasse kruiser Hr.Ms. De Ruyter op 18 november 1953

Wilton-Fijenoord was primair een reparatiewerf en een werf voor omvangrijke verbouwingen. Het beschikte daarvoor over een scala aan droogdokken, zowel gegraven droogdokken als drijvende dokken. Voor nieuwbouworders beschikte de werf over traditionele scheepshellingen, de scheepsnieuwbouw vond eveneens plaats in een van de gegraven bouwdokken. Bekende schepen die Wilton-Fijenoord zo bouwde waren de walvisvaarder Willem Barendsz (II) (1955) (op de grote helling) en het passagiersschip Statendam (1957) voor de Holland-Amerika Lijn (in het bouwdok). Op 21 juni 1966 werd een nieuw gegraven droogdok officieel geopend, geschikt voor opname van schepen tot 150.000 dwt. Over dit dok kwam een grote portaalkraan te staan die lange tijd de skyline van Schiedam bepaalde.

## In het RSV-concern

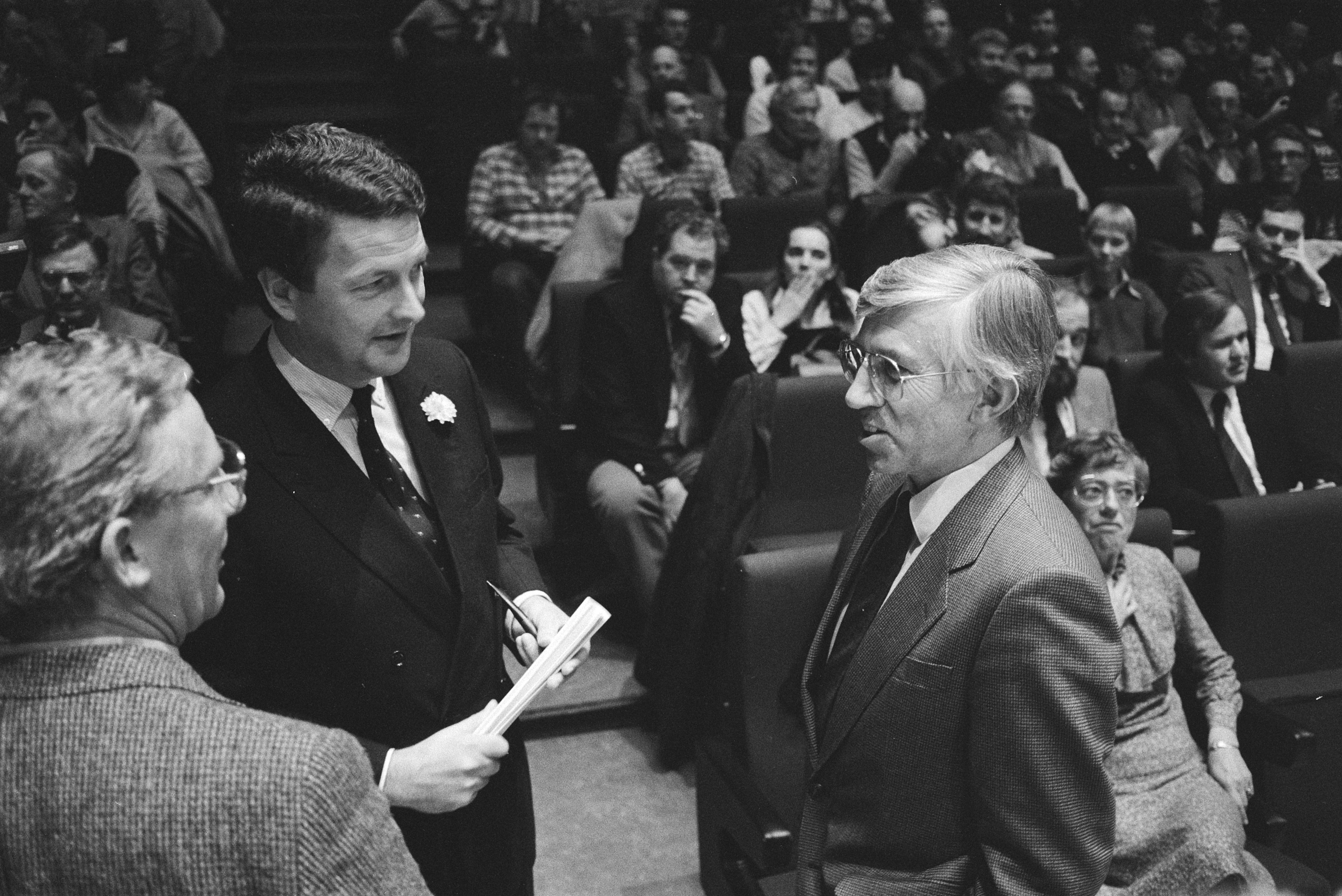
Bijeenkomst personeel (1984) met midden Kommer Damen en rechts directeur Sluis van Wilton-Fijenoord

Op 3 juli 1968 sloot het bedrijf zich aan bij het mede onder druk van de overheid opgerichte Rijn-Schelde Machinefabrieken en Scheepswerven NV (RSMS), dat op 1 januari 1971 opging in Rijn-Schelde-Verolme Machinefabrieken en Scheepswerven NV (RSV). Als onderdeel van het RSV-concern hield het bedrijf zich vooral bezig met reparatie-opdrachten en verbouwingen. De nieuwbouwafdeling bouwde enkele containerschepen en conventionele vrachtschepen, drie korvetten voor de Indonesische marine, twee fregatten voor de Koninklijke Marine en kreeg in 1980 de order voor de bouw van twee onderzeeboten voor Taiwan.
RSV kwam in 1982 in grote moeilijkheden en in februari 1983 werd surseance van betaling verleend. Er volgden langdurige onderhandelingen om Wilton-Fijenoord te verzelfstandigen, waarbij diverse problemen een rol speelden: de verdeling van marineorders over de voormalige RSV-werven, mogelijke overname door Damen Shipyards, de daarvoor noodzakelijke massaontslagen en een daarop volgende vijf weken durende bezetting van de werf door het personeel in maart-april 1984. Uiteindelijk kwam er een reddingsplan waarbij de gemeente Schiedam het terrein kocht en in erfpacht teruggaf aan de werf, het rijk een lening verstrekte en crediteuren afzagen van bepaalde vorderingen. Na zestien maanden kwam het bedrijf op 18 juni 1984 uit de surseance van betaling en was daarmee na zeventien jaar ook losgekomen uit het RSV-concern. De Dok en Werf Maatschappij Wilton-Fijenoord BV werd formeel een dochtermaatschappij van de nieuw opgerichte Wilton-Fijenoord Holding BV (WFH).

## Wilton-Fijenoord Holding
In de periode 1984-1988 was Wilton-Fijenoord veelvuldig in het nieuws. De twee Taiwanese onderzeeboten werden voltooid, gevolgd door een vervolgorder voor twee patrouilleschepen. Financieel ging het goed met het bedrijf, vooral dankzij de reparatiesector. Wilton-Fijenoord Holding nam zelfs in september 1987 de reparatiewerf Vlaardingen-Oost Bedrijven (VOB) in Vlaardingen en in november 1987 de werf Verolme Botlek BV in Rozenburg over. De nieuwbouwsector werd echter bij het binnenhalen van marineorders tegengewerkt door het rijk en de "staatswerven" De Schelde en RDM. Toen in februari 1988 de laatste nieuwbouwschepen waren opgeleverd en het rijk niet bereid was te helpen bij het verlenen van exportvergunningen voor buitenlandse marineschepen of het toewijzen van de bouw of het onderhoud van Nederlandse marineschepen, moest de werf de scheepsnieuwbouwafdeling sluiten, met het ontslag van ruim 600 werknemers. Als gevolg daarvan moesten ook in de reparatieafdeling nog eens 230 werknemers worden ontslagen.
In 1994 nam Wilton-Fijenoord Holding de werf Verolme Scheepswerf Heusden BV in Heusden over. De problemen bij de bouw van twee grote sleephopperzuigers op deze werf zorgden echter ook voor financiële tegenvallers bij het moederbedrijf. Een faillissement kon worden afgewend door het concern op 13 mei 1998 te verkopen aan RDM Technology BV van Joep van den Nieuwenhuyzen.
Een groot gedeelte van de archieven (directie-, commissarissen- en technisch archief) is bij het Gemeentearchief Schiedam in bewaring. Het tekeningenarchief is grotendeels naar het Maritiem Museum Rotterdam gegaan.

## Damen Shiprepair Rotterdam
In 1999 fuseerde Wilton-Fijenoord met de reparatiewerf YVC Holding BV (de voortzetting van de werf Yssel-Vliet-Combinatie) tot Rotterdam United Shipyards (RUS). Eind 2003 werd de werf overgenomen door Damen Shipyards uit Gorinchem en ingebracht in de nieuwe dochtermaatschappij Damen Shiprepair Rotterdam BV (DSR). Pas toen verdween ook de voor de omgeving van Schiedam kenmerkende naam "Wilton-Fijenoord" van de portaalkraan en werd vervangen door het nieuwe "damenshiprepair.com". De portaalkraan over dok 8 is tijdens een storm in de vroege ochtend van 3 januari 2018 omgewaaid en niet meer hersteld.